# Van Lenneplaan 55 (Baarn)
Villa Viletta is een pand aan de Van Lenneplaan 55 en is een gemeentelijk monument in Baarn in de provincie Utrecht. Het huis staat in het Wilhelminapark dat onderdeel is van rijksbeschermd dorpsgezicht Prins Hendrikpark e.o..

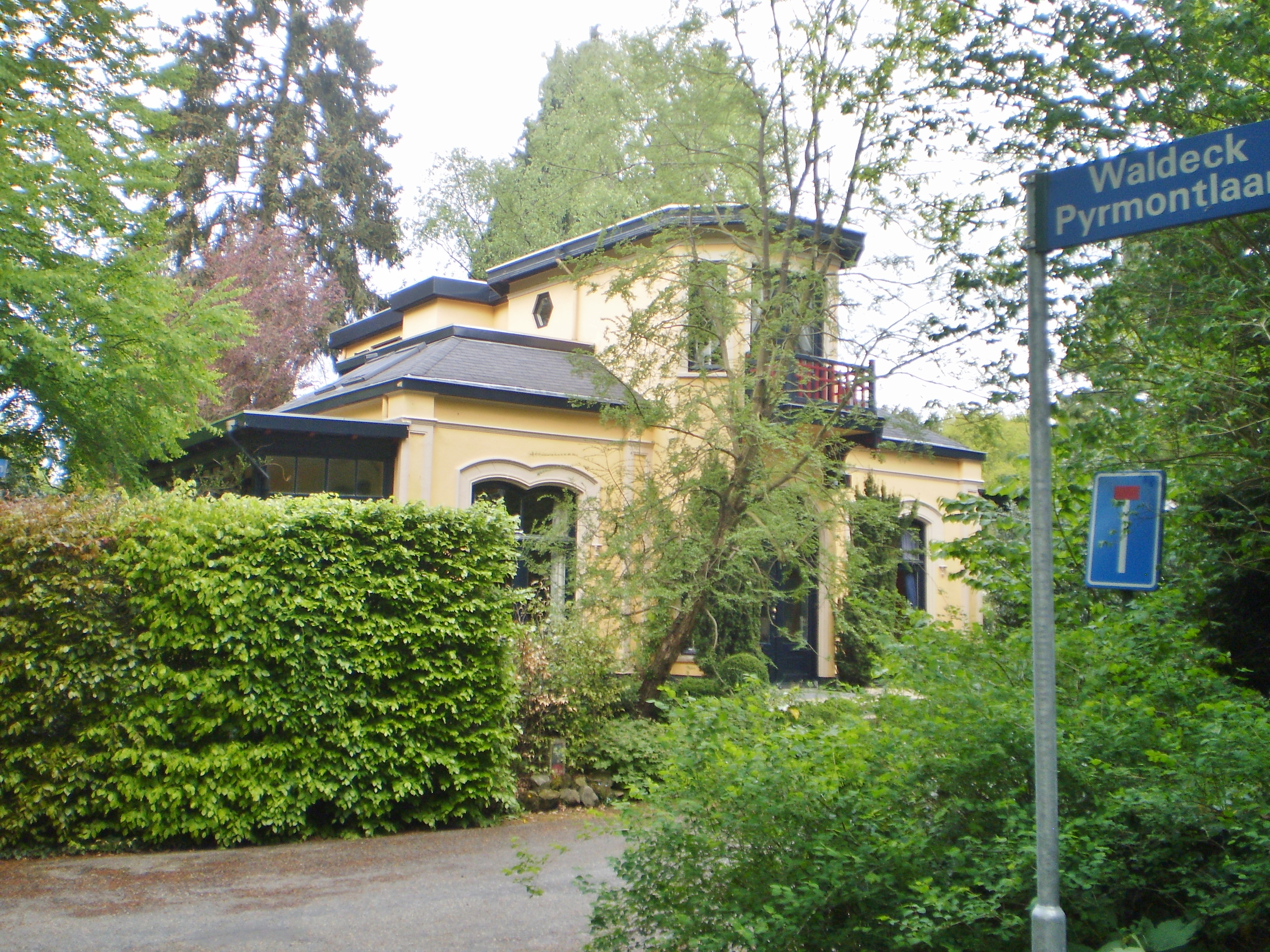
Villa Villetta

## Oorsprong
Deze villa op het Eemnesser Hoog is vermoedelijk gebouwd in de periode 1870-1880, voordat de spoorlijn Amsterdam-Amersfoort werd aangelegd. De Van Lenneplaan was toen nog een zandpad over de hei, zodat er een ruim uitzicht was. Er is sprake is van een eclectische stijl waarvan de meeste stijlelementen aan het classicisme zijn ontleend. De lange zijde van de villa is gericht naar de Jacob van Lenneplaan, de voorzijde is gericht naar de Dillenburglaan, het huis kreeg in het verleden ook wel het adres Dillenburglaan 36. In 1992 werd het pand ingrijpend verbouwd, waarbij ook het witte uiterlijk van het huis werd gewijzigd in Habsburgs geel.

## Lodewijk van Deyssel
Het huis werd waarschijnlijk gebouwd tussen 1870 en 1880, dus voor de aanleg van de spoorlijn naar Amsterdam. Er stonden in die tijd dus nog niet veel andere villa's in de buurt. Het pand met zes kamers staat op een perceel van 610 m².
Van 1893 - 1901 werd Villetta bewoond door schrijver Lodewijk van Deyssel (1864-1952, pseudoniem: Alberdingk Thijm). Hij beschouwde het huis als een 'kleine villa' en kwam zo tot de naam Villetta. In 1901 verhuisde Van Deyssel naar De Bremstruik aan de overzijde van de straat op nummer 26. 